# Miss Supranacional 2014
Miss Supranacional 2014 fue la 6.ª edición del certamen Miss Supranacional, correspondiente al año 2014; la cual se llevó a cabo el 5 de diciembre en el Centro Municipal de Recreación y Deportes (MOSIR) de la ciudad de Krynica-Zdrój, Polonia. Candidatas de 71 países y territorios autónomos compitieron por el título. Al final del evento, Mutya Datul, Miss Supranacional 2013 de Filipinas, coronó a Asha Bhat, de la India, como su sucesora.

## Resultados
| Posiciones                | Candidata |
| ------------------------- | --- |
| Miss Supranacional 2014   | - India - Asha Bhat |
| Primera Finalista         | - Tailandia - Parapadsorn Disdamrong |
| Segunda Finalista         | - Gabón - Maggaly Nguema |
| Tercera Finalista         | - Estados Unidos - Allyn Rose |
| Cuarta Finalista          | - Polonia - Katarzyna Krzeszowska |
| Semifinalistas (Top 10)   | - Colombia - Marlyn Mora - España - Celia García - Myanmar - Han Thi Thet Lwin § - Puerto Rico - Bárbara Marrero - República Checa - Jana Zapletalová |
| Cuartofinalistas (Top 20) | - Argentina - Marisol Arrillaga - Australia - Angolina Amores - Bielorrusia - Kristina Martsinkevich - Canadá - Gabriela Clesca - Chile - Charlotte Molina - Filipinas - Yvethe Santiago - Rumania - Elena Zama - Suecia - Ida Ovmar - Suiza - Mylène Clavien - Trinidad y Tobago - Tinnita Griffith |

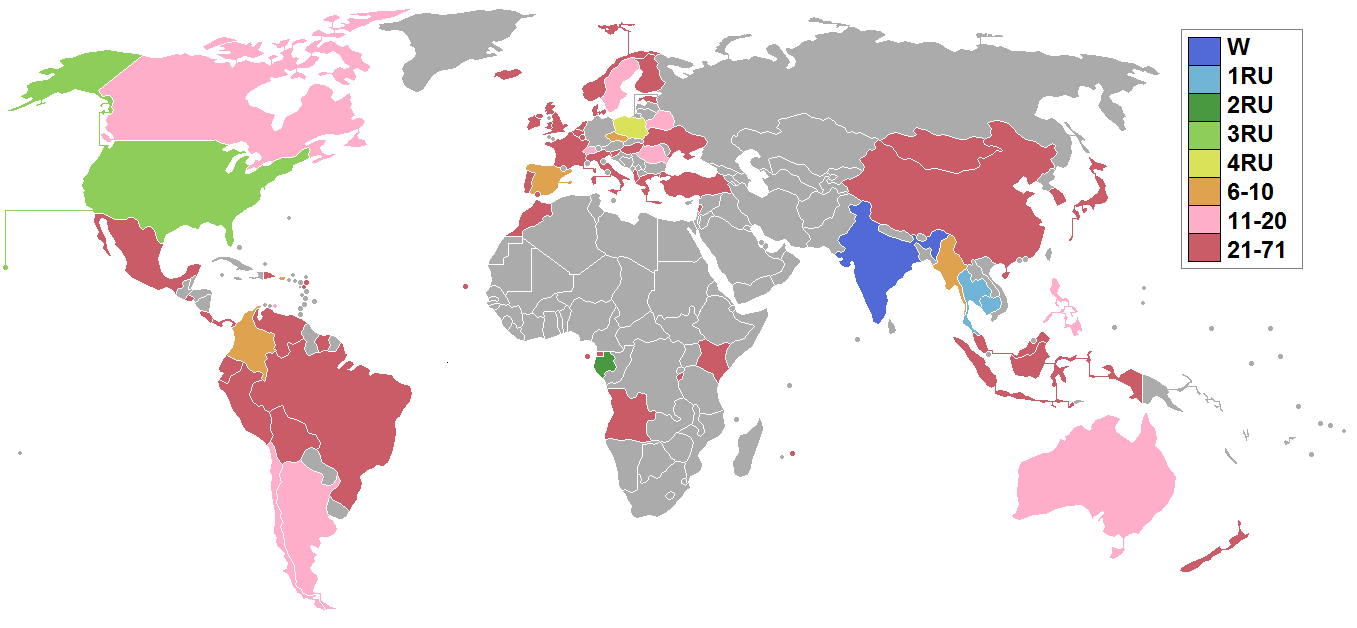
Mapa en el que se muestra las posiciones de las naciones competidoras en esta edición.

- § Votada por el público de todo el Mundo vía internet.

### Reinas Continentales
| Continente     | Candidata                            |
| -------------- | ------------------------------------ |
| África         | - Guinea Ecuatorial - María Andeme   |
| América        | - Puerto Rico - Bárbara Marrero      |
| Asia y Oceanía | - Myanmar - Han Thi Thet Lwin        |
| Europa         | - República Checa - Jana Zapletalová |

## Relevancia histórica del concurso
- India gana por primera vez Miss Supranacional.
- Tailandia obtiene la posición de primera finalista por segunda vez; anteriormente en 2012.
- Gabon obtiene la posición de segunda finalista por primera vez.
- Estados Unidos obtiene la posición de tercera finalista por primera vez.
- Polonia obtiene la posición de cuarta finalista por primera vez.
- Polonia clasifica por sexto año consecutivo.
- Bielorrusia y Puerto Rico clasifican por cuarto año consecutivo.
- Canadá, Filipinas y Tailandia clasifican por tercer año consecutivo.
- Australia, Gabon, India y Myanmar clasifican por segundo año consecutivo.
- Argentina, Chile, Suecia, Suiza y Trinidad y Tobago clasifican por primera vez en la historia del concurso.
- España y República Checa clasificaron por última vez en 2012.
- Colombia y Estados Unidos clasificaron por última vez en 2011.
- Rumania clasificó por última vez en 2010.

## Premios Especiales
| Título                   | Candidata                      |
| ------------------------ | ------------------------------ |
| Mejor Traje Nacional     | - Indonesia - Estelita Liana   |
| Mejor Cuerpo             | - Suecia - Ida Ovmar           |
| Miss Fotogénica          | - Dinamarca - Angela Lakocevic |
| Miss Fashion World       | - Estados Unidos - Allyn Rose  |
| Miss Sonrisa             | - Malasia - Audrey Loke        |
| Miss Talento             | - India - Asha Bhat            |
| Miss Photo Fashion World | - Eslovenia - Tjaša Siječić    |
| Miss Top Model           | - China - Wei Gu               |
| Miss Internet            | - Myanmar - Han Thi Thet Lwin  |
| Miss Elegancia           | - Inglaterra - Zandra Flores   |
| Miss Congenialidad       | - Canadá - Gabriela Clesca     |

## Candidatas
71 candidatas compitieron por el título:
(En la tabla se utiliza su nombre completo, los sobrenombres van entrecomillados y los apellidos utilizados como nombre artístico, entre paréntesis; fuera de ella se utilizan sus nombres «artísticos» o simplificados).
| País/Territorio       | Candidata                                       | Edad | Residencia        |
| --------------------- | ----------------------------------------------- | ---- | ----------------- |
| Albania               | Abigela Tahiri                                  | 17   | Vlorë             |
| Angola                | Graciente Magalhães                             | 18   | Luanda            |
| Argentina             | Marisol Ailen Arrillaga                         | 21   | Buenos Aires      |
| Australia             | Angolina Amores                                 | 24   | Sídney            |
| Bélgica               | Ekaterina Sarafanova                            | 25   | Bruselas          |
| Bielorrusia           | Kristina Martsinkevich                          | 23   | Minsk             |
| Bolivia               | María Fernanda Rojas Pedraza                    | 24   | Montero           |
| Brasil                | Adriana Camila "Milla" Clemente Vieira da Silva | 24   | São Paulo         |
| Cabo Verde            | Stephanie Cabral                                | 20   | Praia             |
| Canadá                | Gabriela Clesca Vallejo                         | 21   | Ottawa            |
| Chile                 | Charlotte Francesca Molina Ríos                 | 20   | Santiago de Chile |
| China                 | Wei Gu                                          | 21   | Pekín             |
| Colombia              | Marlyn Mora Jiménez                             | 25   | Cali              |
| Corea del Sur         | Minji Kim                                       | 25   | Seúl              |
| Costa Rica            | Claudia Gallo Salazar                           | 26   | San José          |
| Dinamarca             | Angela Lakocevic                                | 20   | Copenhague        |
| Ecuador               | Martha María Romero Camposano                   | 22   | Guayaquil         |
| El Salvador           | Marcela Solórzano García                        | 20   | San Salvador      |
| Escocia               | Jade Leigh Hunt                                 | 26   | Edimburgo         |
| Eslovenia             | Tjaša Zver Siječić                              | 18   | Liubliana         |
| España                | Celia Vallespir García                          | 22   | Madrid            |
| Estados Unidos        | Allyn Elizabeth Rose                            | 26   | Baltimore         |
| Estonia               | Helena Hanni                                    | 24   | Tallin            |
| Filipinas             | Yvethe Marie Avisado Santiago                   | 21   | Daraga            |
| Finlandia             | Irina Nefedova                                  | 25   | Helsinki          |
| Francia               | Manon Lemaure                                   | 22   | París             |
| Gabón                 | Maggaly Ornellia Emmanuelle Nguema              | 22   | Libreville        |
| Gales                 | Harriet Cole                                    | 26   | Cardiff           |
| Gibraltar             | Claire Nuñez                                    | 23   | Gibraltar         |
| Grecia                | Inna Tsikopoulou                                | 25   | Atenas            |
| Guadalupe             | Allison Charlène Guiougou                       | 20   | Basse-Terre       |
| Guinea Ecuatorial     | María Begoña Andeme Obama                       | 18   | Malabo            |
| Hungría               | Ivett Szigligeti                                | 18   | Budapest          |
| India                 | Asha Bhat                                       | 22   | Bhadravati        |
| Indonesia             | Lily Estelita Liana                             | 21   | Yogyakarta        |
| Inglaterra            | Zandra Flores                                   | 26   | Londres           |
| Irlanda               | Laura Fox                                       | 24   | Dublín            |
| Irlanda del Norte     | Kay Evon Wallis                                 | 23   | Belfast           |
| Islandia              | Pebbles Jimsdotter                              | 18   | Reikiavik         |
| Italia                | Graziana Ruta                                   | 24   | Roma              |
| Japón                 | Ayaka Wakao                                     | 25   | Tokio             |
| Kenia                 | Julia Njoroge                                   | 23   | Nairobi           |
| Líbano                | Patricia Geagea                                 | 23   | Beirut            |
| Luxemburgo            | Michelle Koch                                   | 21   | Luxemburgo        |
| Malasia               | Audrey Loke Pui Yan                             | 22   | Shah Alam         |
| Marruecos             | Chaima Riahi Idrissi                            | 25   | Rabat             |
| Mauricio              | Kelly Céline                                    | 20   | Port Louis        |
| México                | Natalia Sánchez Díaz                            | 22   | Guadalajara       |
| Mongolia              | Enkhjin Enkhmaa                                 | 20   | Ulán Bator        |
| Myanmar               | Han Thi Thet Lwin                               | 22   | Rangún            |
| Noruega               | Daniella Andersson                              | 17   | Oslo              |
| Nueva Zelanda         | Hayley Haskell                                  | 17   | Hamilton          |
| Países Bajos          | Cherlyn van Dalm                                | 20   | Ámsterdam         |
| Panamá                | Alison Gabriela Mariche Sánchez                 | 23   | Ciudad de Panamá  |
| Perú                  | Ana María Villalobos Rojas                      | 22   | Lima              |
| Polonia               | Katarzyna Maria Krzeszowska                     | 24   | Krynica-Zdrój     |
| Portugal              | Ana Cláudia Ornelas Bomfim                      | 24   | Braganza          |
| Puerto Rico           | Bárbara Marrero                                 | 21   | Arecibo           |
| República Checa       | Jana Zapletalová                                | 23   | Brno              |
| República Dominicana  | Britney Ann Bueno                               | 19   | Santo Domingo     |
| Ruanda                | Neema Umwari Magambo                            | 26   | Kigali            |
| Rumania               | Elena Zama                                      | 23   | Onești            |
| Santo Tomé y Príncipe | Wilma Varela                                    | 22   | Santo Tomé        |
| Suecia                | Ida Märta Brigitta Sharise Ovmar                | 19   | Luleå             |
| Suiza                 | Mylène Clavien                                  | 19   | Miège             |
| Surinam               | Rannathielle Bitorina                           | 20   | Paramaribo        |
| Tailandia             | Parapadsorn Disdamrong                          | 23   | Nakhon Ratchasima |
| Trinidad y Tobago     | Tinnita Felice Griffith                         | 22   | Puerto España     |
| Turquía               | Halil Söyler                                    | 25   | Ankara            |
| Ucrania               | Viktoriya Nimets                                | 22   | Úzhgorod          |
| Venezuela             | Patricia Lucía Carreño Martínez                 | 24   | Cabimas           |

### Candidatas retiradas
- Alemania - Sabine Fischer
- Camerún - Lynda Ngoungoure Muna
- Costa de Marfil - Jasmine Aminata Tra Bi
- Guatemala - Rebekah Sue Romero McMillen
- Haití - Soukena Jean-Jacques
- Honduras - Tishanah Welcome
- Jamaica - Roshelle McKinley
- Jersey - Siobhan Scott
- Kirguistán - Milandhoo Adiletova
- Nicaragua - Rosselyn Zeledón
- Nigeria - Marian Usinzibe Makbere
- Paraguay - Stephanía Sofía Vázquez Stegman
- República Democrática del Congo - Stephanie Kola
- Rusia - Elizaveta Konstantinova
- Tanzania - Zara Bedel
- Vietnam - Lê Thị Vân Quỳnh

### Candidatas reemplazadas
- Ecuador - Inés Panchano Lara fue reemplazada por Martha María Romero Camposano.
- Irlanda del Norte - Jade Leverton fue reemplazada por Kay Evon Wallis.
- Portugal - Isabela Spínola fue reemplazada por Ana Cláudia Ornelas Bomfim.
- Tailandia - Ananya Mongkolthai fue reemplazada por Parapadsorn Disdamrong.

## Datos acerca de las delegadas
- Algunas de las delegadas de Miss Supranacional 2014 han participado, o participarán, en otros certámenes internacionales de importancia:
  - Yvethe Santiago (Filipinas) participó sin éxito en World Miss University 2009.
  - Viktoriya Nimets (Ucrania) participó sin éxito en Miss Princess of the World 2011 y Miss Globe 2013.
  - Patricia Geagea (Líbano) participó sin éxito en Miss Tierra 2012.
  - Natalia Sánchez (México) fue cuarta finalista en el Reinado Panamericano de la Caña de Azúcar 2012.
  - Neema Umwari (Ruanda) participó sin éxito en Miss East Africa 2012.
  - Ekaterina Sarafanova (Bélgica) participó sin éxito en Miss Internacional 2013.
  - Cherlyn van Dalm (Países Bajos) participó sin éxito en Miss Yacht Model Internacional 2013.
  - Katarzyna Krzeszowska (Polonia) participó sin éxito en Miss Mundo 2013 y cuartofinalista en Miss Grand Internacional 2015.
  - Ana Bomfim (Portugal) participó sin éxito en Miss Internacional 2013 y Miss Turismo Queen Internacional 2013, cuartofinalista en Miss Grand Internacional 2016 y ganadora de Miss Turismo Oriental 2017.
  - Jana Zapletalová (República Checa) participó sin éxito en World Bikini Model Internacional 2013, Miss Turismo Europeo 2013 y Miss Grand Internacional 2014.
  - Stephanie Cabral (Cabo Verde) fue primera finalista de Miss CPLP 2014.
  - Marlyn Mora (Colombia) fue ganadora de Miss Turismo Planeta 2014.
  - Martha Romero (Ecuador) participó sin éxito en el Reinado Internacional del Café 2014.
  - Helena Hanni (Estonia) participó sin éxito en Miss Turismo Internacional 2014.
  - Maggaly Nguema (Gabón) participó sin éxito en Miss Internacional 2014 y Miss Universo 2014.
  - Pebbles Jimsdotter (Islandia) participó sin éxito en Miss Exclusive of the World 2014.
  - Daniella Andersson (Noruega) participó sin éxito en Miss Exclusive of the World 2014.
  - Ida Ovmar (Suecia) participó sin éxito en Miss Exclusive of the World 2014, representando a Laponia, y Miss Universo 2016 y ganadora de Miss Continentes 2016.
  - Parapadsorn Disdamrong (Tailandia) fue semifinalista en Miss Grand Internacional 2014.
  - Julia Njoroge (Kenia) participó sin éxito en Miss Eco Internacional 2016.
  - Han Thi Thet Lwin (Myanmar) participó sin éxito en Miss Mundo 2018.
  - Alison Mariche (Panamá) participó sin éxito en Miss Panamerican Internacional 2018.
  - Gabriela Clesca (Canadá) participó sin éxito en Miss Universo 2019 representando a Haití.
  - Angolina Amores (Australia) fue cuartofinalista en Miss Grand Internacional 2021.

## Sobre los países en Miss Supranacional 2014

### Naciones debutantes
- Angola
- Cabo Verde
- Chile
- Gibraltar
- Kenia
- Marruecos
- Mauricio
- Mongolia
- Santo Tomé y Príncipe
- Trinidad y Tobago

### Naciones que regresan a la competencia
Compitieron por última vez en 2010:
- Corea del Sur
- Irlanda
- Japón

Compitieron por última vez en 2011:
- Grecia
- Líbano
- Perú

Compitieron por última vez en 2012:
- Escocia
- Eslovenia

### Naciones que se retiran de la competencia
- Alemania
- Azerbaiyán
- Camerún
- Costa de Marfil
- Ghana
- Georgia
- Guatemala
- Haití
- Honduras
- Hong Kong
- Irak
- Islas Vírgenes de los Estados Unidos
- Jamaica
- Kosovo
- Letonia
- Macao
- Martinica
- Moldavia
- Nicaragua
- Nigeria
- República Eslovaca
- Reunión
- Rusia
- Serbia
- Sierra Leona
- Sri Lanka
- Sudáfrica
- Togo
- Uruguay
- Zimbabue